# Emmanuelle Le Cam
Pour les articles homonymes, voir Le Cam.
Emmanuelle Le Cam, née le 13 juillet 1972 à Lorient en Bretagne (Morbihan), est une poétesse française.

## Biographie
Née à Lorient d'un couple d'enseignants, Emmanuelle Le Cam grandit à Quiberon avant de déménager à Vannes où elle est inscrite au collège et au lycée. Elle étudie ensuite l'anglais jusqu'à la licence à l'Université Bretagne-Sud, à Lorient.
Écrivant depuis l'enfance, elle a dix-huit ans quand ses poèmes commencent à paraitre dans des revues spécialisées, et vingt lorsque sort sa première plaquette, L'Écho, aux éditions La Rivière échappée.
Emmanuelle Le Cam fonde sa propre maison d'édition, Citadel Road Éditions, à Vannes, en 1998, afin de publier les textes d'auteurs qui la touchent, et notamment Marie-Josée Christien et Alain Jégou.
En 2004, elle collabore avec la graveuse Leïla Damak pour l'exposition Le corps paradoxal, dont elle signe les poèmes, à l'IUT de Vannes. 
Établie depuis la fin des années 2000 à Lorient, après avoir habité Vannes, Rennes, Brest et Nantes, elle se consacre également à la traduction de textes anglophones (Emily Dickinson, Katherine Mansfield, etc.).
En 2019, en ouverture du Festival de la Parole Poétique « Sémaphore », elle reçoit des mains d'Isabelle Moign le prix Xavier-Grall pour l'ensemble de son œuvre poétique.

## Thèmes
La poésie d'Emmanuelle Le Cam évoque souvent la mer, élément qu'elle côtoie depuis l'enfance. Bien qu'elle ne semble pas considérer l'écriture comme une forme de thérapie, la poétesse reconnait à la souffrance une place centrale dans son travail. Ses chats sont également une grande source d'inspiration, ainsi qu'en témoignent ses recueils Requiem for Heather Jane et La beauté de Siam déchirait le ciel, intitulés d'après deux de ses compagnons.

## Œuvre
- Une passerelle de chair, Vannes, Citadel Road Éditions, 2025
- La définitive ouverture des veines, Sans Escale, 2025, 88 p. (ISBN 978-2-491438-33-3)
- Un chant d'hiver, Les Lieux-Dits, 2024
- Éclat de pierre, Vannes, Citadel Road Éditions, 2023
- Le partage des chants, Vannes, Citadel Road Éditions, 2023
- Au tableau des nuits blanches, Vannes, Citadel Road Éditions, 2023
- La beauté de Siam déchirait le ciel, Vannes, Citadel Road Éditions, 2022
- Ukraine, Vannes, Citadel Road Éditions, 2022
- Parcours d'ombre, Rhubarbe, 2021
- La Vie nouvelle (ill. Stéphanie Ferrat), Le Réalgar, 2021
- Le Maître de Thé, Vannes, Citadel Road Éditions, 2019
- À l'Absent, Vannes, Citadel Road Éditions, 2019
- Le Violet de mes Yeux, Vannes, Citadel Road Éditions, 2019
- Vigie, À l'Index, 2019
- Deuils de Mots et d'Amours froides, Rafael de Surtis, 2018
- Un Carnage, Vannes, Citadel Road Éditions, 2018
- Sagesse des Ruines, Éditions Mazette, 2018
- Nous saluons les Orages, Éditions Rafael de Surtis, 2017
- Poèmes de l'Ankou, Éditions Rafael de Surtis, 2015
- Le Présent des Veilleurs, Encres Vives, 2013
- Veine, multiple, Eclats d'Encre, 2013
- Vivre, disent-ils (ill. Ghislaine Lejard), Soc et Foc, 2013
- Les nus (préf. Jacques Morin), Rhubarbe, 2011
- On ne discute pas l'infini (préf. Alexis Gloaguen, ill. Valérie Depadova), Gros textes, 2010
- Emmanuelle Le Cam et Maya Mémin, En mes chambres claires, 2009
- Nocturne, chronique, Vannes, Citadel Road Éditions, 2008
- Bleu profond, Vannes, Citadel Road Éditions, 2007
- Emmanuelle Le Cam et Maya Mémin, À la nichée des seins, 2007
- Matière-corps, Vannes, Citadel Road Éditions, 2006
- L'Hospitalité des anges, La Part Commune, 2006
- La Marche du mot dans les artères, Vannes, Citadel Road Éditions, 2005
- Puis vient la neige, gros textes, 2005
- Unique demeure, Le Dé bleu, 2005
- Requiem pour Heather Jane, Vannes, Citadel Road Éditions, 2004
- Février, Le Chat qui tousse, 2004
- Mourir peut-être, Vannes, Citadel Road Éditions, 2003
- Le Code des saisons, Prix Froissart, 2002
- Un Homme de sable, Interventions à Haute voix, 2002
- Squelette de bois, Gros Textes, 2002
- Poèmes pour Chris, Blanc Silex, 2002
- Le Poème de l'eau, Le Chat qui tousse, 2002
- Zazen, Wigwam éditions, 2001
- Sang Angleterre gelée (préf. Alain Jégou, ill. Leïla Damak), Vannes, Citadel Road Éditions, 2001
- Prélude, Vannes, Citadel Road Éditions, 1999
- Géographie de l'Absence, Vannes, Citadel Road Éditions, 1999
- A mon corps défendant, Vannes, Citadel Road Éditions, 1999
- Nous périssons de trop de Lunes, Vannes, Citadel Road Éditions, 1999
- Traversée de la Parole, Vannes, Citadel Road Éditions, 1999
- Today, I changed my name for a new one, Vannes, Citadel Road Éditions, 1998 (ISBN 2-913118-09-7)
- From the harbour below, Vannes, Citadel Road Éditions, 1998 (ISBN 2-913118-01-1)
- Septembre coagulé, Vannes, Citadel Road Éditions, 1998
- Partition d'Invisible, Vannes, Citadel Road Éditions, 1998
- Logique hivernale, Vannes, Citadel Road Éditions, 1998
- Frontières, Le Dé bleu, 1994
- Gisements, Polder/Décharge, 1993
- L'Écho, La Rivière échappée, 1992

### Traductions
- Lewis Carroll, Correspondance : 16 lettres, Vannes, Citadel Road Éditions, 1998 (ISBN 2-913118-02-X)
- Katherine Mansfield, La maison de poupées, Vannes, Citadel Road Éditions, 2002 (ISBN 978-2-913118-17-1)

### Autres
- Emmanuelle Le Cam (éd.), Cold are the crabs : nonsense verse, Vannes, Citadel Road Éditions, 1998 (ISBN 2-913118-04-6)